# Ricardo Martel y Fernández de Córdoba
Ricardo Francisco Martel y Fernández de Córdoba (Córdoba, 12 de agosto de 1832 -Córdoba, 16 de agosto de 1917) fue un empresario, político y mecenas español. Ostentó el título nobiliario de IX conde de Torres Cabrera, con Grandeza de España,  que le concedió el rey Alfonso XII el 10 de diciembre de 1877.  También fue el VIII conde de Menado Alto

## Familia
Fue hijo primogénito de Federico Martel y Bernuy, alcalde de Córdoba y senador (m. 18 de enero de 1878), y de Concepción Fernández de Córdoba y Gutiérrez de los Ríos, VIII condesa de Torres Cabrera, VI condesa de Menado Alto a quien sucedió en sus títulos en 1849.  
Sus abuelos paternos fueron Fernando Tamariz Martel Porcel, I marqués de la Garantía en el reino de las Dos Sicilias, y  Rosario de Bernuy y Valda, hija a su vez de Fadrique Bernuy y Fernández de Henestrosa, VI marqués de Benamejí, grande de España, y de su esposa Francisca de Paula Valda y Maldonado. Los abuelos maternos fueron Rafael Fernández de Córdoba y Argote, VII conde de Torres Cabrera y V del Menado Alto, fallecido en 1815, y Bruna Narcisa Gutiérrez de los Ríos y Sarmiento.
Contrajo matrimonio el 24 de octubre de 1864 con María Isabel de Arteaga y Silva (m. 4 de julio de 1912), ahijada de la reina Isabel II, hija de Andrés de Arteaga y Carvajal, III conde de Corres y de Santofimia.
Fueron padres de cuatro hijos:
- María Fernanda Martel y Arteaga[1] (n. 16 de diciembre de 1868), casada con Joaquín Fernández de Córdoba y Doñamayor.[9]
- Alfonso Martel y de Arteaga Fernández de Córdoba y Silva (1878-14 de enero de 1934),[8],[1] X conde de Torres Cabrera, VIII conde de Menado Alto, casado con María del Pilar de Cárdenas y San Cristóbal, VIII condesa de Valhermoso de Cárdenas.[10] Heredó los títulos nobiliarios.[11]
- María el Carmen Martel y de Arteaga[1] (m. Jerez de la Frontera, 17 de abril de 1937), dama de la Orden de María Luisa, casada en Córdoba en 1891 con José María López de Carrizosa y Garvey, marqués del Mérito y maestrante de Sevilla.[12]
- María Casilda Martel y de Arteaga.[1]

## Trayectoria política
Fue gentilhombre de cámara con ejercicio de Isabel II, Alfonso XII y de Alfonso XIII. 
Miembro destacado del Partido Conservador, a lo largo de más de cincuenta años pasó por todas las esferas de poder.  Fue diputado a Cortes por la provincia de Almería desde el 22 de diciembre de 1864. Más tarde, fue alcalde de Córdoba entre 1866 y 1867, así como gobernador civil. Posteriormente, fue diputado a Cortes por la provincia de Córdoba, en las Cortes abiertas el 15 de febrero de 1876. Desde 1 de junio de 1877 fue senador vitalicio por el Partido Conservador.
Considerado el artífice del sistema canovista en la provincia de Córdoba, estuvo tras la fundación de diversas entidades de carácter político y social: la Cámara Agrícola de Córdoba (1899), la Unión Agraria Española (1902), el Sindicato Agrícola Martel (1904) o el Centro de Acción Nacional (1908). En 1909 fundaría en Madrid el reaccionario Centro de Acción Nobiliaria.
En Córdoba, el sindicato agrario se funde con la Real Sociedad Económica Cordobesa de Amigos del País, sita en la plaza del Potro, como atestigua una intervención de Ricardo Martel en el Senado.

## Empresario
Creó la Azucarera “Santa Isabel” en Alcolea de Córdoba en 1882. Con los réditos de tal empresa, compró el que sería conocido como palacio de Torres Cabrera en la capital cordobesa, en la calle que lleva su nombre. Tras su muerte, pasó a manos de la familia Meléndez Valdés, que lo alquiló a los Hermanos Maristas en 1935 para sede del Colegio Cervantes. En 1942 lo compró Rafael Cruz-Conde.

## Mecenas
Director de la Real Academia de Córdoba y presidente del Círculo de la Amistad de Córdoba, fue impulsor de las artes y la cultura.
Su esposa, Isabel de Arteaga, fundó la institución benéfica de las Escuelas Dominicales para obreros y unos Juegos Florales, en una de cuyas sesiones literarias se dio a conocer el poeta Antonio Fernández Grilo, de quien los condes se convirtieron en mecenas.
El fondo documental Torres Cabrera, fue adquirido por Cajasur en 2004, y fue depositado en el Palacio de Viana (Córdoba), donde se encuentra la historia de los condados de Torres Cabrera y de Menado Alto, especialmente del siglo XIII al XIX.

## Reconocimientos
El 10 de diciembre de 1877 el rey Alfonso XII concedió la Grandeza de España en la persona de Ricardo Martel y Fernández de Córdoba, IX conde de Torres Cabrera.